# Hélène Boucher

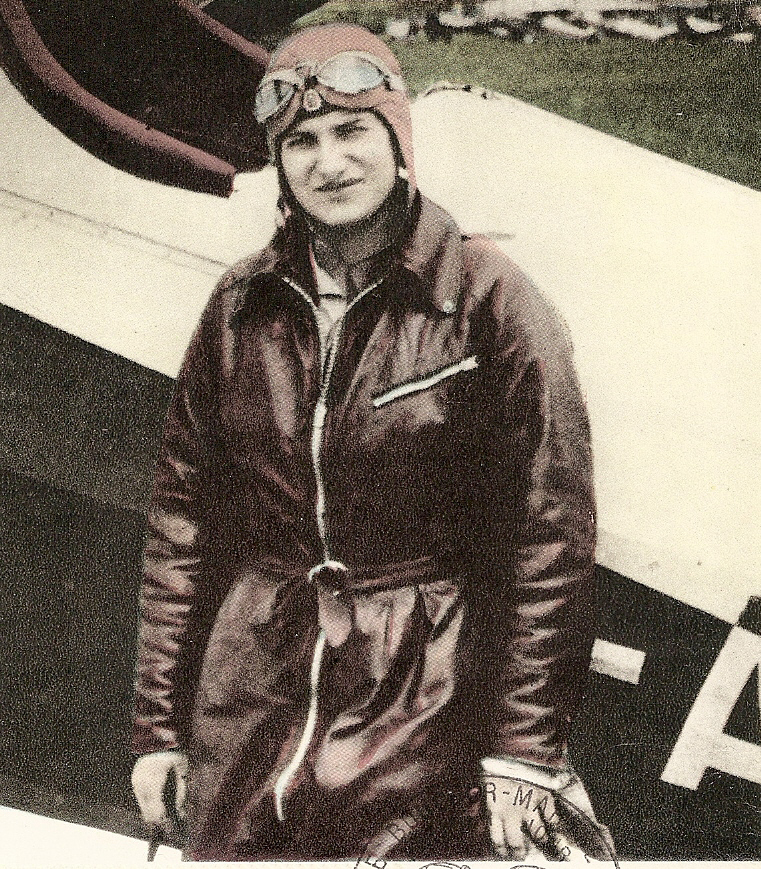
Hélène Boucher

Hélène Antoinette Eugénie Boucher (Parijs, 23 mei 1908 – Guyancourt, 30 november 1934) was een Franse vliegtuigpilote.
Boucher was de dochter van Léon Boucher, een Parijse architect, en van Élisabeth Hélène Dureau. Ze behaalde haar pilotenbrevet in juni 1932. In juli 1932 nam ze deel aan een luchtwedstrijd tussen Caen en Deauville. Ze moest door een technisch probleem een noodlanding maken in een bos. Boucher stapte ongedeerd uit het vliegtuig.

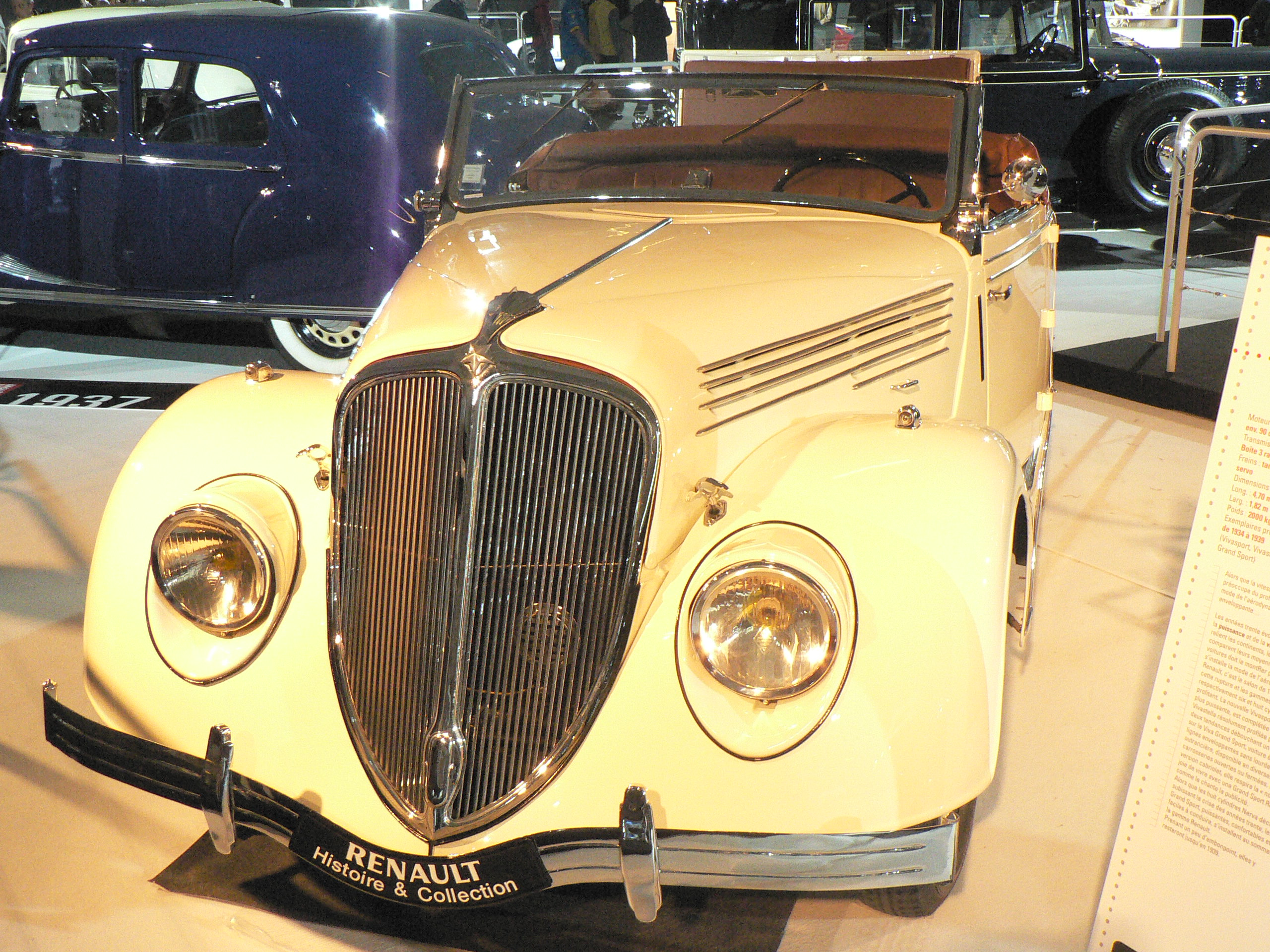
Renault Viva Grand Sport

Hélène Boucher, die verschillende wereldrecords vestigde met vliegtuigen van Caudron (waaronder het hoogterecord voor vrouwelijke piloten in augustus 1933), stond ook onder contract bij Renault om promotie te maken voor een van Renaults automodellen, de Renault Viva Grand Sport. Hierdoor was ze financieel onafhankelijk.
Op 8 augustus 1934, aan boord van een Caudron-Renault, vestigde Hélène Boucher het snelheidsrecord over 100 km (412 km/u) en een record over 1000 km tegen gemiddeld 409 km/u. Op 11 augustus voegde ze daar het snelheidsrecord voor vrouwelijke piloten bij (445 km/u).
Ze verongelukte in een Caudron Rafale te Guyancourt op 30 november 1934 door problemen bij het opstijgen. Zij was de eerste vrouw die in het Hôtel des Invalides in Parijs werd opgebaard.